# 李月相
李月相（535年—618年），陇西狄道（今甘肃省临洮县）人，出自陇西李氏姑臧房，是北魏侍中、吏部尚书、安城文恭伯李韶的曾孙女，北魏通直散骑侍郎、齐州刺史李瑾的孙女，北齐散骑侍郎李产之的女儿，李伯宪和李仲膺的姐妹。
李月相嫁给了出自范阳卢氏北祖第二房的卢文构，于隋朝大业十四年（618年）十月生病，在东都洛阳去世，虚岁八十四，唐朝武德八年岁次乙酉十二月辛酉朔廿五日乙酉（626年1月28日），合葬于幽州范阳县永福乡卢文构之墓，其墓志铭全称为《卢文构妻李月相墓志》，由儿子卢君胤所撰写，拓片收藏于北京图书馆。
李月相墓志所记载的年份，被视为大业十四年存在的证据之一。